# الحمى (الحديدة)

تعديل مصدري - تعديل

الحمى هي إحدى قرى مديرية زبيد، التابعة لمحافظة الحديدة اليمنية، بلغ تعداد سكانها 3579 نسمة حسب الإحصاء الذي جرى عام 2004.